# Charlotte-Marie de Lorraine
Charlotte-Marie de Lorraine, Mademoiselle de Chevreuse, née à Richmond (Grande-Bretagne) en 1627 et morte à Paris le 7 novembre 1652 est une aristocrate française.

## Biographie

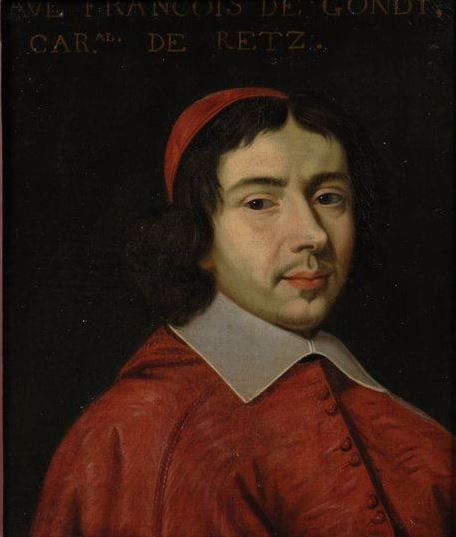
Pierre Mignard, Jean-François Paul de Gondi, cardinal de Retz, château de Blois.

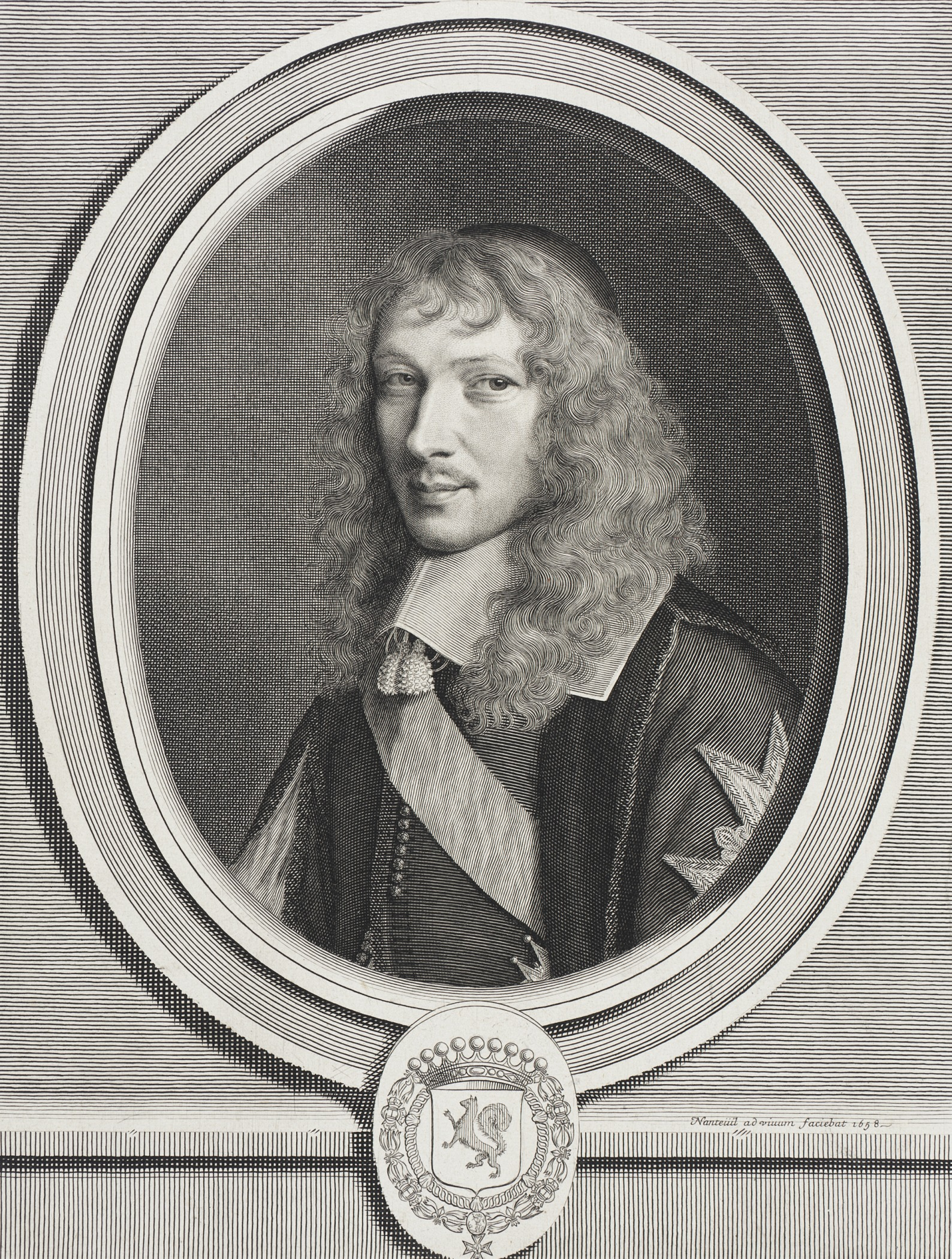
Robert Nanteuil, Basile Fouquet (1658), musée d'Art du comté de Los Angeles.

Charlotte-Marie de Lorraine est la fille de Marie de Rohan et de Claude de Lorraine, respectivement duchesse et duc de Chevreuse. Elle a deux sœurs, Anne-Marie de Lorraine (1624-1652) son aînée, coadjutrice de l'abbaye de Remiremont et sa cadette, Henriette de Lorraine (1631-1693), abbesse de Notre-Dame de Jouarre. Elle est la demi-sœur utérine de Louis-Charles d'Albert de Luynes (1620-1690), 2e duc de Luynes, qui fut le premier traducteur en français de l'œuvre en latin de René Descartes.
En 1643 un projet de mariage, souhaité par César de Vendôme émerge entre Charlotte-Marie et le fils aîné du duc de Vendôme, Louis de Vendôme. Mais ce mariage n'eut pas lieu, peut-être empêché par Mazarin. Fin août 1643 éclate la Cabale des Importants, menée par François de Vendôme, duc de Beaufort, (fils cadet du duc de Vendôme), avec la complicité de la duchesse de Chevreuse, visant à éliminer le cardinal Mazarin. Le complot échoue le 1er septembre et Beaufort est arrêté le lendemain. Faute de preuve contre Marie de Rohan, Anne d'Autriche attend cinq semaines avant de prier la duchesse de quitter la cour. Charlotte-Marie suit donc sa mère dans son exil dans son château de Couzières en Touraine, y recevant leurs amis suspects au yeux du cardinal. Anne d'Autriche ayant décidé de les éloigner davantage, Marie de Rohan et sa fille Charlotte-Anne s'enfuient à Saint-Malo afin de s'embarquer pour l'Angleterre, espérant être bien accueillies par le roi Charles Ier d'Angleterre. Mais ce dernier est en lutte contre la révolution des Têtes-Rondes, et elles restent donc bloquées pendant deux mois dans l'Île de Wight. L'intervention de l'ambassadeur d'Espagne leur permet alors de rallier les Pays-Bas espagnols d'où elles s'installent à Bruxelles.
Charlotte-Marie de Lorraine, dite alors Mademoiselle de Chevreuse, devient, pendant l'épisode de la Fronde (1648-1653), la maîtresse de Jean-François Paul de Gondi (1613-1679), futur cardinal de Retz, alors coadjuteur de son oncle, Jean-François de Gondi (1584-1654), archevêque de Paris de 1622 à 1654. Elle se tourne ensuite vers Louis II de La Trémoille, duc de Noirmoutier, puis vers Louis-François Le Fèvre de Caumartin.
Elle est promise ensuite à un prince du sang, Armand de Bourbon, prince de Conti, en gage de réconciliation pour effectuer l’union des Frondes. Le mariage ne se fait pas, notamment en raison de l’intervention du prince de Condé et/ou de celle de la duchesse de Longueville, respectivement frère aîné et sœur du prince de Conti. Charlotte-Marie de Lorraine est ensuite, sans plus d’effet, promise en guise de réconciliation des frondeurs et de la cour à Paul Jules Mancini, neveu du cardinal Mazarin.
Peu avant sa mort, elle devint la maîtresse de l’abbé Basile Fouquet, frère de Nicolas Fouquet. Elle meurt à 25 ans.